# Guido Andreozzi
Guido Andreozzi, né le 5 août 1991 à Buenos Aires, est un joueur de tennis argentin, professionnel depuis 2010.

## Carrière
En juillet 2024, il remporte son premier titre ATP en double au tournoi d'Umag avec le Mexicain Miguel Ángel Reyes-Varela.

## Palmarès

### Titres en double messieurs
| No | Date       | Nom et lieu du tournoi           | Catégorie | Dotation  | Surface      | Partenaire                | Finalistes                   | Score            |          |
| -- | ---------- | -------------------------------- | --------- | --------- | ------------ | ------------------------- | ---------------------------- | ---------------- | -------- |
| 1  | 22-07-2024 | Plava Laguna Croatia Open Umag   | ATP 250   | 579 320 € | Terre (ext.) | Miguel Ángel Reyes-Varela | Manuel Guinard Grégoire Jacq | 6-4, 6-2         | Parcours |
| 2  | 16-02-2025 | IEB+ Argentina Open Buenos Aires | ATP 250   | 658 390 $ | Terre (ext.) | Théo Arribagé             | Rafael Matos Marcelo Melo    | 7-5, 4-6, [10-7] | Parcours |

## Parcours dans les tournois duGrand Chelem

### En simple
| Année | Open d'Australie | Open d'Australie  | Internationaux de France | Internationaux de France | Wimbledon       | Wimbledon        | US Open         | US Open            |
| ----- | ---------------- | ----------------- | ------------------------ | ------------------------ | --------------- | ---------------- | --------------- | ------------------ |
| 2012  | —                | —                 | —                        | —                        | —               | —                | 1er tour (1/64) | Kei Nishikori      |
|       |                  |                   |                          |                          |                 |                  |                 |                    |
| 2016  | —                | —                 | —                        | —                        | —               | —                | 1er tour (1/64) | Jo-Wilfried Tsonga |
|       |                  |                   |                          |                          |                 |                  |                 |                    |
| 2018  | —                | —                 | 2e tour (1/32)           | Fernando Verdasco        | 1er tour (1/64) | Horacio Zeballos | 1er tour (1/64) | Jack Sock          |
| 2019  | 1er tour (1/64)  | Stefano Travaglia | 1er tour (1/64)          | Guido Pella              | 1er tour (1/64) | Laslo Djere      | —               | —                  |

N.B. : à droite du résultat se trouve le nom de l'ultime adversaire.

### En double messieurs
| Année | Open d'Australie                                                                | Open d'Australie | Internationaux de France                                                               | Internationaux de France                                                                     | Wimbledon                                                                         | Wimbledon | US Open | US Open |
| ----- | ------------------------------------------------------------------------------- | ---------------- | -------------------------------------------------------------------------------------- | -------------------------------------------------------------------------------------------- | --------------------------------------------------------------------------------- | --------- | ------- | ------- |
| 2023  | —                                                                               | —                | 1er tour (1/32) T. M. Etcheverry \|\| style="text-align:left;" \| J. S. Cabal R. Farah | 1er tour (1/32) F. Cerúndolo \|\| style="text-align:left;" \| Ariel Behar A. Pavlásek        | —                                                                                 | —         |         |         |
| 2024  | —                                                                               | —                | 2e tour (1/16) R. Hijikata \|\| style="text-align:left;" \| M. Guinard G. Jacq         | 1er tour (1/32) M. Á. Reyes-Varela \|\| style="text-align:left;" \| L. Glasspool J.-J. Rojer | 2e tour (1/16) Sriram Balaji \|\| style="text-align:left;" \| N. Skupski M. Venus |           |         |         |
| 2025  | 1er tour (1/32) T. Arribagé \|\| style="text-align:left;" \| T. Macháč Zhang Z. | —                | —                                                                                      |                                                                                              |                                                                                   |           |         |         |

N.B. : le nom du partenaire se trouve sous le résultat ; les noms des ultimes adversaires se trouvent à droite.

## Classements ATP en fin de saison
| Année          | 2008 | 2009 | 2010 | 2011 | 2012 | 2013 | 2014 | 2015 | 2016 | 2017 | 2018 | 2019 | 2020 | 2021 | 2022 | 2023 |
| Rang en simple | 1486 | 847  | 676  | 392  | 173  | 144  | 186  | 265  | 111  | 195  | 79   | 133  | 163  | 263  | 398  | 248  |
| Rang en double | –    | 961  | 1436 | 231  | 261  | 212  | 207  | 207  | 301  | 161  | 118  | 143  | 206  | 276  | 109  | 88   |

Source : (en) Classements de Guido Andreozzi sur le site officiel de la Fédération internationale de tennis